# Проблема космологічної постійної або вакуумної катастрофи
У космології проблема космологічної постійної або вакуумної катастрофи — це суттєва розбіжність між спостережуваними значеннями щільності енергії вакууму (мале значення космологічної постійної) і набагато більшим теоретичним значенням енергії нульової точки, запропонованим квантовою теорією поля.
Залежно від відсікання енергії Планка та інших факторів, розрахований внесок енергії квантового вакууму в ефективну космологічну константу становить від 50 до 120 порядків більше, ніж насправді спостерігається. Такий стан справи описаний фізиками як «найбільша розбіжність між теорією та експериментом у всій науці» і «найгірше теоретичне передбачення в історії фізики».
Багато фізиків вважають, що пропозиції щодо модифікації теорії гравітації слід вважати «одним із найбільш багатообіцяючих шляхів вирішення» проблеми космологічної постійної.